# جورج غيلان
جورج تشارلز غيلان (بالفرنسية: Georges Guillain)‏‏ (3 مارس 1876 - 29 يونيو 1961) هو طبيب أعصابٍ فرنسي مولودٌ في مدينة روان. درس جورج الطب في روان وباريس، حيث درس التعليم السريري في العديد من المستشفيات. وكان مهتمًا بطب الجهاز العصبي، وكان أول عمل علميٍ مهمٍ له يتضمن آفات الضفيرة العضدية. حصل على درجة الدكتوراة في الطب من باريس عام 1898.
أصبح فيما بعد مسؤولًا عن عيادةٍ للأمراض العصبية. بعد نهاية الحرب العالمية الأولى، عمل في مستشفى شاريتيه في باريس، ثم أصبح أستاذ علم الأعصاب في مستشفى سالبترير (1923). كان غيلان كاتبًا وفير الإنتاج. في عام 1920 ومع صديقه جان باريه (1880-1967)، نشر عملًا كبيرًا بعنوان (Travaux neurologiques de guerre)، وهو كتاب يصف التجارب السريرية للطبيبين خلال زمن الحرب. كان عضوًا في أكاديميات العلوم الفرنسية والأمريكية واليابانية، وفي عام 1949 منح وسام جوقة الشرف برتبة قائد. توفي جورج في باريس بتاريخ 29 يونيو 1961.

## تسمياتٌ مرتبطةٌ به
- تفاعل غيلان لاروش ليشيل (بالإنجليزية: Guillain-Laroche-Léchelle reaction)‏
- متلازمة غيلان باريه سترول (السير السير أندريه ستروهل)، الشكل الأكثر شيوعًا لاعتلال الأعصاب الالتهابي المكتسب.
- متلازمة غيلان-ثون (بالإنجليزية: Guillain-Thaon syndrome)‏، هي متلازمةٌ نادرةٌ تحدث بسبب مرض الزهري في الجهاز العصبي المركزي.